# Evangelisches Gymnasium und Werkschulheim
Das Evangelische Gymnasium Wien ist eine private allgemeinbildende höhere Schule in Simmering, dem 11. Wiener Gemeindebezirk; zugleich hat es noch einen speziellen Ausbildungszweig, das Werkschulheim.

## Geschichte
Gegründet wurde diese Schule im Jahr 1996/97 mit nur einer Klasse, welche in der Evangelischen Volksschule am Karlsplatz untergebracht war. Ein Jahr später wurden Schulräume in der HTL IV (Argentinierstraße) angemietet. In den Jahren 1999/2000 hatte die Schule bereits sechs Klassen, so dass eine Expositur in der Gudrunstraße angemietet wurde. Ab dem Schuljahr 2000/2001 war wieder genug Platz in der Argentinierstraße. Allerdings meldete der Besitzer des Gebäudes wenig später Eigenbedarf an, so dass ab 2003 intensiv nach einem neuen Platz für die Unterbringung gesucht wurde. Es wurde letztendlich durch den Bauträger ein passendes Grundstück in der Erdbergstraße 222A angemietet, auf dem auch der Neubau startete. 2006 erfolgte die Neueröffnung des Gymnasiums an seinem neuen Standort, wo es bis heute noch seinen Sitz hat.

## Schulangebot
Das Gymnasium bietet in der Unterstufe Werkschulheim einen verstärkten Werkunterricht. Im Realgymnasium, das 2014 zwei Drittel der Schüler wählten, wird in der Oberstufe neben der Matura eine qualifizierte Berufsausbildung in der Goldschmiede als Gold- und Silberschmied, Tischlerei als Tischler oder EDV-Technologie erworben. Am neusprachlichen Zweig des Gymnasiums wird eine normale Matura ohne Lehre abgelegt. Die Schule ist in Wien die einzige Allgemeinbildende Höhere Schule, die eine Kombination von Berufsausbildung und Matura anbietet. In Österreich gab es 2014 etwas ähnliches nur in Ebenau bei Salzburg, das seit 1959 bestehende Werkschulheim Felbertal.

## Trägerschaft
Die Privatschule ist eine Einrichtung der Diakonie Bildung. Direktorin ist die Theologin Elisabeth Beneder.

## Auszeichnungen
Die Schule wurde wegen der „Möglichkeit von Matura, Lehrabschluss und Sozialprojekten“ von einer Jury der Wiener Zeitung zur Schule des Monats Juni 2007 gekürt.
2018 gewann ein Team der Schule den First Lego League Regional-Wettbewerb in Wien und qualifizierte sich damit für das Halbfinale in Österreich.